# Cifrão

Cifrão

Il cifrão ({\displaystyle \mathrm {S} \!\!\!\Vert }) è il simbolo di valuta dell'escudo capoverdiano. Spesso confuso con il simbolo del dollaro, è stato utilizzato in passato per indicare l'escudo portoghese e l'escudo del Timor portoghese.